# 索斯尼納 (伊瓦尼奇區)
50°42′41″N 24°17′48″E / 50.71139°N 24.29667°E
索斯尼納（烏克蘭語：Соснина），是烏克蘭的村落，位於該國西部沃倫州，由沃洛德米爾區負責管轄，始建於1947年，面積12.8平方公里，海拔高度217米，2001年人口601，人口密度每平方公里46.95人。